# Lysanias II
Cet article parle de Lysanias tétrarque d'Iturée en poste en 29, mentionné dans l'évangile attribué à Luc. Pour le roi d'Abilène qui règne vers 40 av. J.-C., voir Lysanias.
Lysanias II est un tétrarque qui dirige Iturée (aussi appelé Abilène) à partir d'une date inconnue, située avant 29, jusqu'à 37, quand sa tétrarchie est jointe à celle de Philippe pour former le nouveau royaume que l'empereur Caligula donne à Agrippa Ier. Selon Eusèbe de Césarée, qui se réfère à un passage disparu de l'œuvre de Flavius Josèphe, Lysanias aurait obtenu sa tétrarchie en 6 apr. J.-C., lors de la réorganisation des territoires de Palestine, après la destitution d'Hérode Archélaos. Selon Gilbert Picard, il s'agirait d'un fils qu'Hérode Ier le Grand a eu avec une de ses dix épouses.
L'évangéliste Luc indique qu'en 29 l'Abilène était dirigée par un souverain (que Luc nomme « tétrarque ») du nom de Lysanias. Après le meurtre de Caligula (janvier 41), Claude le nouvel empereur confirme le don cette tétrarchie d'Abilène à Hérode Agrippa Ier, petit-fils d'Hérode Ier le Grand. Sous les règnes d'Agrippa Ier et d'Agrippa II, Abila est désigné à deux reprises comme l'ancienne tétrarchie de Lysanias par Flavius Josèphe ».

## Sources
- Maurice Sartre, Le Haut Empire romain, "Les provinces de la Méditerranée orientale d'Auguste aux Sévères" Points Histoire (1997)  (ISBN 2 02 028153 8)